# Casa Sarriera
La casa Sarriera és un edifici situat als carrers de Bellafila i la Palma de Sant Just de Barcelona. Com que no està catalogat, li correspon la categoria D (bé d'interès documental) assignada per defecte a tots els edificis del Districte de Ciutat Vella.

## Descripció
Es tracta d'un edifici en cantonada de planta baixa, entresol i quatre pisos. Els baixos del carrer de Bellafila tenen tres portals d'arc escarser (dos de botiga i un de més petit per a l'escala de veïns) i un altre adovellat, segurament reaprofitat de l'edifici anterior. Els balcons tenen baranes de ferro forjat i llosanes de pedra de Montjuïc (excepte alguns que són de ferro i rajoles, o bé d'obra), igual que els carreus de la cantonada. Les façanes estan coronades per una cornisa.

## Història
El 1789, el comerciant Antoni Sarriera i Manzano va demanar permís per a reedificar la casa que acabava d'adquirir a la cantonada dels carrers de Bellafila i de la Palma de Sant Just.
Aquell mateix any, va constituir amb el seu germà Josep la societat Sarriera Germans i Cia, destinada a la fabricació de teixits de cotó i d'indianes (vegeu magatzem Balcells), i aquest va demanar permís per a reconstruir l'edifici del núm. 20 (modern 3) del carrer de Sant Pere més Baix amb planta baixa i tres pisos i 51 pams d'amplada, suficient per a encabir-hi les «quadres» i el pati de maniobra de la fàbrica. Posteriorment, va passar a mans del fabricant tèxtil Pere Martí i Palmerola (vegeu Passatge del Patriarca), que el 1871 va encarregar al mestre d'obres Alexandre Perich la remunta d'un quart pis. Finalment, fou enderrocat per a l'obertura de la Via Laietana i en el seu emplaçament es construïren les Cases Francesc Moragas.
Segons Thomson, la fàbrica Sarriera era descrita com a «vella i acreditada», i s'especialitzà en la fabricació de teixits de cotó d'alta qualitat, anomenats mussolines. L'any 1793, hi tenien un ciutadà francès anomenat Xiera (o Siera) com a majordom o director, que experimentava amb noves tècniques de blanqueig. El 1794, Sarriera Germans i Cia era interessada en la Companyia de Filats de Cotó amb 2 accions. Més endavant, quan Antoni va ser escollit vocal de la Junta de Comerç, l'elecció es va justificar per la gran contribució que havia fet al desenvolupament de la indústria del cotó.